# Tetracera asiatica
Tetracera asiatica är en tvåhjärtbladig växtart. Tetracera asiatica ingår i släktet Tetracera och familjen Dilleniaceae.

## Underarter
Arten delas in i följande underarter:
- T. a. asiatica
- T. a. sumatrana
- T. a. zeylanica